# Plöner Vertrag
Der Plöner Vertrag war ein am 14. Februar 1842 zwischen König Christian VIII. von Dänemark und Großherzog Paul Friedrich August von Oldenburg geschlossener Vertrag, in dem ein gegenseitiger Gebietsaustausch zwischen dem Herzogtum Holstein und dem Fürstentum Lübeck (als Teil des Großherzogtums Oldenburg) vereinbart wurde. Durch den am 1. Januar 1843 in Kraft getretenen Vertrag wurde die bestehende Gebietszersplitterung erheblich bereinigt und damit eine Vereinfachung der Verwaltung und Überschaubarkeit der Grenzen möglich.
Das Fürstentum Lübeck bestand seit dem Plöner Vertrag aus zwei geschlossenen Gebieten (zuvor aus 400 Quadratkilometern Fläche, die aus zehn Teilen bestand) um Eutin und Schwartau – eine Zusammenführung auf ein Gebiet erfolgte nicht, da Oldenburg nicht auf einen der beiden historische Kerne seiner Besitzungen verzichten wollte und Dänemark für die Altona-Neustädter Chaussee nicht fremdes Territorium queren wollte.
Im Fürstentum Lübeck wurde im Anschluss an den Plöner Vertrag das Amt Kaltenhof mit dem Amt Großvogtei zum neuen Amt Schwartau vereinigt. Die im Amt Kollegiatstift zusammengefassten Besitzungen fielen an Holstein.
Im Plöner Vertrag wurde eine Zollunion vereinbart, wodurch das Fürstentum Lübeck Teil des Dänisch-Holsteinischen Zollgebietes wurde.

## Details
Das Großherzogtum Oldenburg trat an Holstein die folgenden Orte & Rechte ab:
- von den bisher zum Amt Kollegiatstift gehörenden Orten
  - Altgalendorf,
  - das Dorf Klein Wessek,
  - Nanndorf,
  - Neuratjensdorf,
  - den zum Fürstentum Lübeck gehörende Teil an dem Dorf Rellin,
  - das Dorf Techelwitz,
  - Teschendorf
- von den bisher zum Amt Großvogtei gehörenden Orten
  - das Dorf Gießelrade,
  - das Dorf Groß Barnitz,
  - das Dorf Hamberge,
  - das Dorf Hansfelde,
  - die gutsherrschaftlichen Rechte über Kesdorf,
  - das Dorf Klein Barnitz,
  - das Dorf Tankenrade,
  - das Dorf Travenhorst

Holstein trat an das Großherzogtum Oldenburg die folgenden Orte & Rechte ab:
- von den bisher zum Amt Ahrensbök gehörenden Orten
  - den holsteinischen Anteil an Gleschendorf
  - Fassensdorf (mit einigen Ländereien und dem Döbelsee),
  - das Dorf Garkau,
  - Gothendorf,
  - den holsteinischen Anteil an Ratekau (u. a. mit der Feldsteinkirche Ratekau und dem Pastorat),
  - den holsteinischen Anteil an Schürsdorf,
  - Schulendorf
- von den bisher zum Amt Reinfeld gehörenden Orten
  - den holsteinischen Anteil an dem Dorf Cashagen (fünf Gebäude)
- sowie
  - die Hoheitsrechte über den oldenburgischen Anteil an Gleschendorf
  - den Besitz am Dorf und am Hof Scharbeutz,
  - den Besitz an je einer Hufe in Röbel und in Wulfsdorf.